# Michel Aubry
Michel Aubry, nacido en Saint-Hilaire-du-Harcouët el año 1959, es un escultor de Francia. Vive y trabaja en París, es profesor en la escuela de Bellas Artes de Nantes.

## Exposiciones
Desde mediados de la década de 1980 ha presentado sus obras tanto en exposiciones individuales como colectivas.
En 2012 presenta una instalación bajo el título The Imminence of Poetics, en la Bienal de Sao Paulo.

### Filmografía
- Situation des instruments, S8, 20’, 1981-82
- Is Launeddas, 45’, 2000
- Répliqûre : Les disparus de St Agil (con David Legrand y Marc Guerini), 4’'45’’, 2000
- Les tapis animés, film de animación, 27’ en bucle, 2000
- Collection de génériques,46’50’’, 1972-2001
- Répliqûre : La Grande Illusion (con David Legrand y Marc Guerini), 18’45’’, 2001-02
- Répliqûre : Le Corbeau (con David Legrand y Marc Guerini), 3’53’’, 2003
- Répliqûre : Lumière d’été (con David Legrand y Marc Guerini),2003
- Lady Shanghaï, 43’, 2004
- Dialogue fictif : Albrecht Dürer & Joseph Beuys, un film de La galerie du cartable, 12’, 2004
- Dialogue fictif : Albrecht Dürer & Le Corbusier, Michel Aubry/La galerie du cartable, 33’, 2005
- Rodtchenko à Paris [Rotchenko en París], 1h07, 2003-2010
- La visite des écoles d'art (con David Legrand y el grupo de documentación APNÉ de la escuela de Bellas Artes de Nantes) • 5h, 2007-09
- Chronique des voyages de Rodtchenko et Stroheim, 1h32, 2009-2010

## Obras
En 2012 presentó en la Galería nacional de la Tapicería de Beauvais la instalación titulada: Décor & Installations; está constituida por una acumulación mural de alfombras de Afganistán.

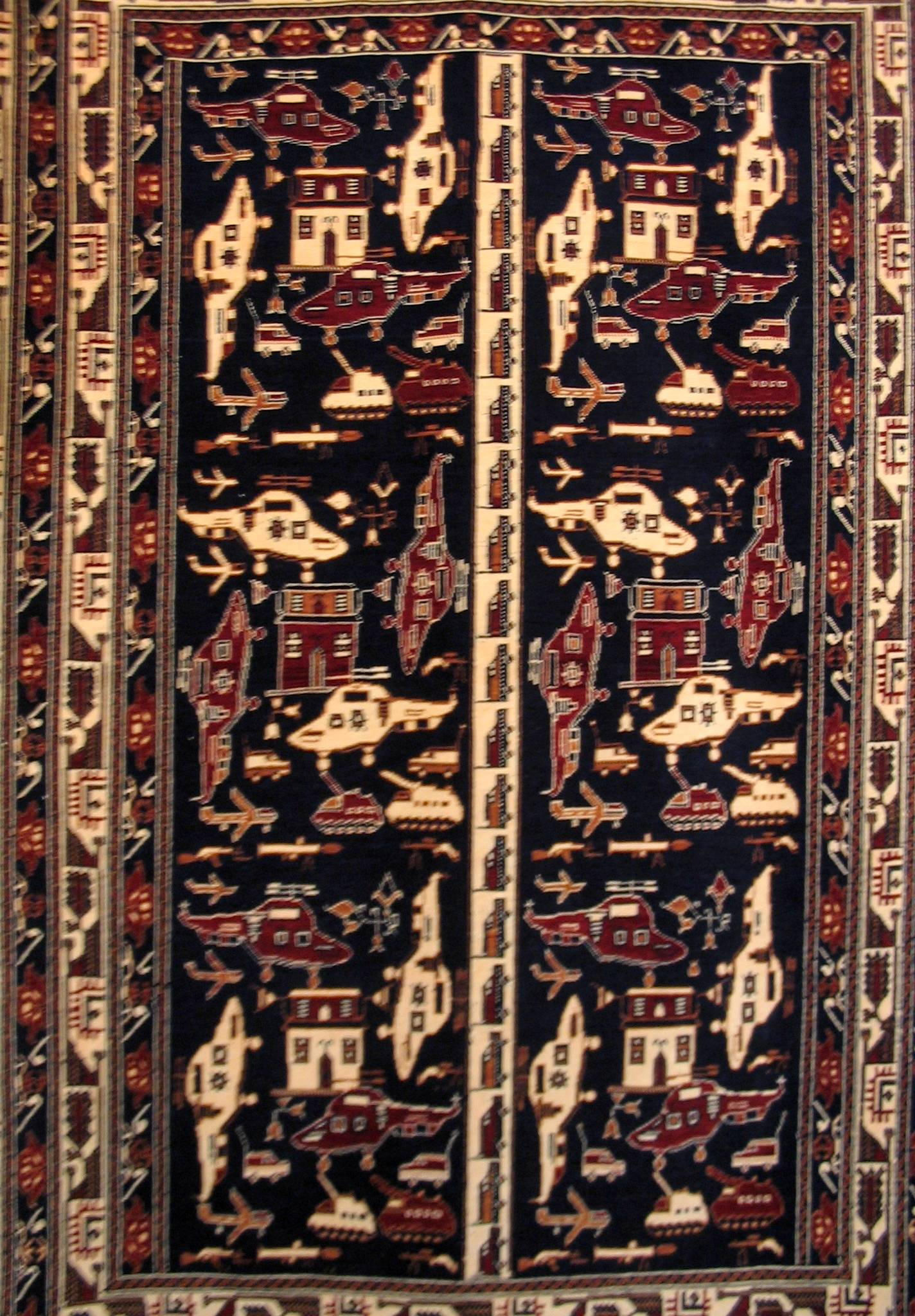
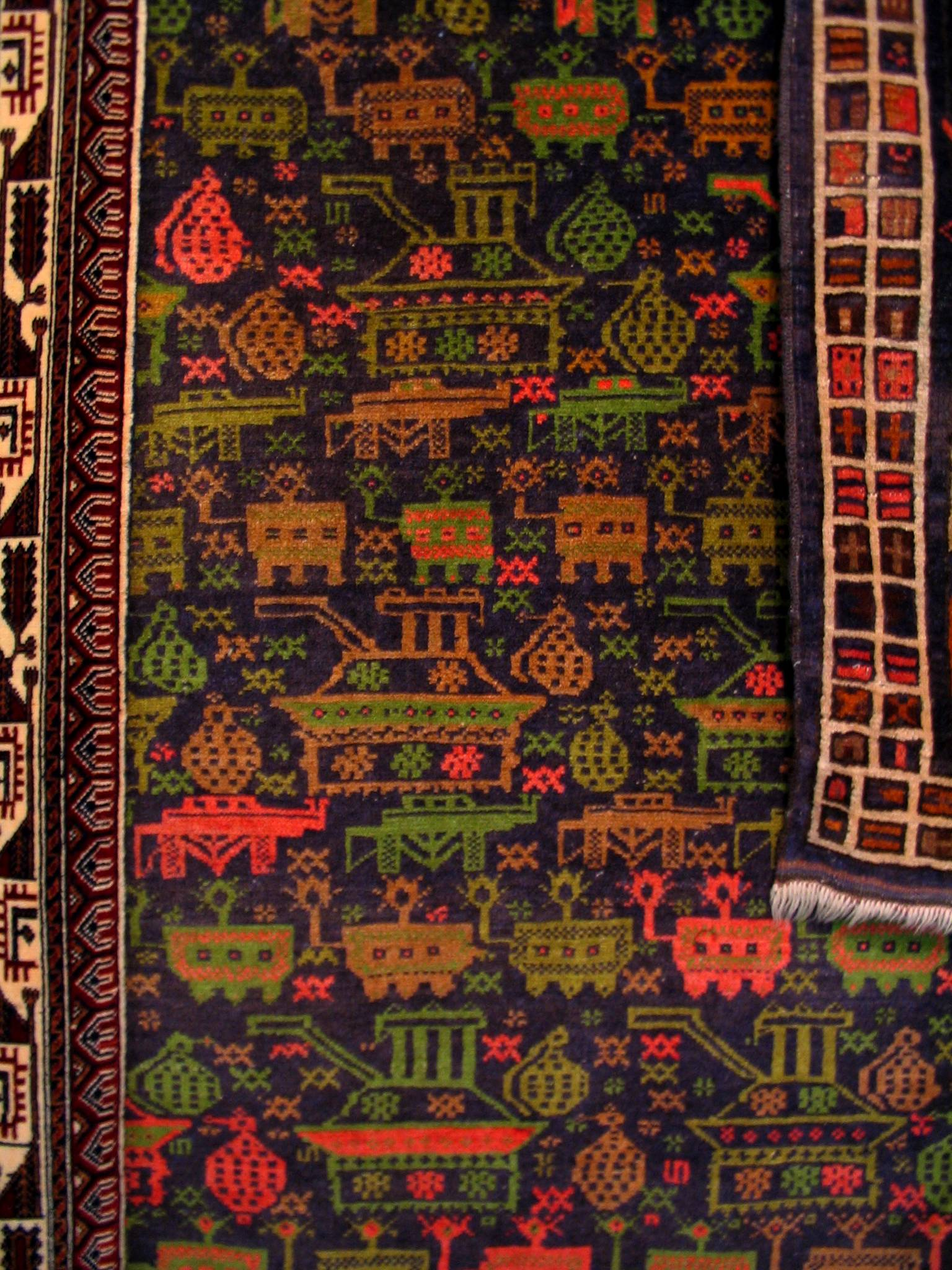